# Víctor Vázquez
Víctor Vázquez Solsona (Barcelona, 20 januari 1987) is een Spaans voetballer. Hij speelt van 2017  als aanvallende middenvelder bij Toronto FC, dat hem transfervrij overnam van Cruz Azul. In 2015 werd hij in België genomineerd voor Profvoetballer van het Jaar.

## Clubcarrière

### Jeugd
Vázquez begon met voetballen bij CF Damm, waar hij vier seizoenen speelde. In 1998 kwam hij bij FC Barcelona. In het seizoen 2002/2003 vormde hij samen met onder meer Francesc Fàbregas, Gerard Piqué, Marc Valiente en Lionel Messi in de Cadete A het Baby Dream Team. Vázquez speelde in het seizoen 2004/2005 in de succesvolle Juvenil A dat de División de Honor Grupo 3, de Copa de Campeones en de Copa del Rey Juvenil won.

### Barcelona
In de zomer van 2005 werd hij overgeheveld naar FC Barcelona C. In het seizoen 2006/2007 speelde Vázquez afwisselend voor Barça C en FC Barcelona B. Vázquez debuteerde op 31 mei 2007 in het eerste elftal. In de halve finale van de Copa de Catalunya tegen Gimnàstic de Tarragona startte Vázquez in de basis. In het seizoen 2007/2008 kreeg hij een vaste plaats in de selectie van FC Barcelona B. Bovendien speelde Vázquez met het eerste elftal in de Copa de Catalunya. In de finale tegen Gimnàstic de Tarragona (1-2) maakte hij het enige doelpunt van FC Barcelona. Op 12 april 2008 speelde Vázquez zijn eerste wedstrijd in de Primera División als invaller voor Santiago Ezquerro tegen Recreativo Huelva. Met Barça B werd hij 2008 kampioen van de Tercera División Grupo 5. Vázquez maakte in de kampioenswedstrijd tegen CE Europa het enige doelpunt. Op 9 december 2009 maakte Vázquez zijn debuut in de UEFA Champions League tegen Sjachtar Donetsk. In februari 2009 liep hij een zware knieblessure op in de vorm van een knieschijfluxatie en pas in december 2009 maakte Vázquez zijn rentree. Op 7 december 2010 maakte hij zijn eerste UEFA Champions League doelpunt tegen Roebin Kazan. In de 53ste minuut was dit de 2-0 voor Barcelona. Op 28 mei 2011 won hij de Champions League met FC Barcelona, al kwam hij in de finale niet in actie.

### Club Brugge
Vanaf de zomer van 2011 speelt hij voor Club Brugge waar hij een driejarig contract tekende. Op 28 juli scoorde hij 1 keer in zijn eerste officiële wedstrijd in de 3e voorronde van de UEFA Europa League tegen FK Qarabağ (4-1). Ook in de eerste competitiematch, gewonnen door Club Brugge met 5-0, wist Vázquez te scoren. In maart 2013 tekende hij bij tot 2016.
In het seizoen 2014-2015 ontpopte Vázquez zich tot een van de absolute smaakmakers in de Jupiler Pro League. Mede dankzij hem ging Club Brugge de winterstop in als leider met vier punten voorsprong op de tweede in de klassement. De oud-ploegmaat van onder meer Messi en Fabregas tekende in december dat seizoen een verbeterd contract bij Club Brugge tot 2018. Op woensdag 14 januari 2015 greep Vázquez net naast de Gouden Schoen. Hij won wel de tweede stemronde en rijfde bovendien de prijs voor mooiste doelpunt van het jaar binnen.

### Cruz Azul
De club tekende een overeenkomst om over te nemen tot 2019.

### Toronto
Na een seizoen in Mexico trok de Spanjaard naar het Canadese Toronto dat meespeelt in de Amerikaanse MLS liga en speelde er meteen mee kampioen, wat ook de eerste titel was voor de club. Vázquez scoorde de winning goal diep in blessuretijd.

## Clubstatistieken
| Seizoen         | Club            | Land                      | Competitie                 | Competitie | Competitie | Beker | Beker | Internationaal | Internationaal | Totaal | Totaal |
| Seizoen         | Club            | Land                      | Competitie                 | Wed.       | Dlp.       | Wed.  | Dlp.  | Wed.           | Dlp.           | Wed.   | Dlp.   |
| --------------- | --------------- | ------------------------- | -------------------------- | ---------- | ---------- | ----- | ----- | -------------- | -------------- | ------ | ------ |
| 2006/07         | FC Barcelona B  | Vlag van Spanje           | Segunda División B Grupo 3 | 29         | 1          | 0     | 0     | —              | —              | 29     | 1      |
| 2007/08         | FC Barcelona B  | Vlag van Spanje           | Tercera División Grupo 5   | 27         | 9          | 0     | 0     | —              | —              | 27     | 9      |
| 2007/08         | FC Barcelona    | Vlag van Spanje           | Primera División           | 1          | 0          | 0     | 0     | 0              | 0              | 1      | 0      |
| 2008/09         | FC Barcelona    | Vlag van Spanje           | Primera División           | 0          | 0          | 0     | 0     | 1              | 0              | 1      | 0      |
| 2008/09         | FC Barcelona B  | Vlag van Spanje           | Segunda División B Grupo 3 | 19         | 0          | 0     | 0     | —              | —              | 19     | 0      |
| 2009/10         | FC Barcelona B  | Vlag van Spanje           | Segunda División B Grupo 3 | 18         | 1          | 0     | 0     | —              | —              | 18     | 1      |
| 2010/11         | FC Barcelona B  | Vlag van Spanje           | Segunda División A         | 25         | 1          | 0     | 0     | —              | —              | 25     | 1      |
| 2010/11         | FC Barcelona    | Vlag van Spanje           | Primera División           | 0          | 0          | 0     | 0     | 1              | 1              | 1      | 1      |
| 2011/12         | Club Brugge     | Vlag van België           | Jupiler Pro League         | 35         | 6          | 1     | 0     | 11             | 1              | 47     | 7      |
| 2012/13         | Club Brugge     | Vlag van België           | Jupiler Pro League         | 28         | 3          | 1     | 0     | 5              | 1              | 34     | 4      |
| 2013/14         | Club Brugge     | Vlag van België           | Jupiler Pro League         | 20         | 2          | 1     | 0     | 1              | 0              | 22     | 2      |
| 2014/15         | Club Brugge     | Vlag van België           | Jupiler Pro League         | 30         | 4          | 4     | 2     | 13             | 5              | 47     | 11     |
| 2015/16         | Club Brugge     | Vlag van België           | Jupiler Pro League         | 14         | 0          | 0     | 0     | 8              | 1              | 22     | 1      |
| 2015/16         | Cruz Azul       | Vlag van Mexico           | Liga MX                    | 14         | 1          | 4     | 0     | 0              | 0              | 18     | 1      |
| 2016/17         | Cruz Azul       | Vlag van Mexico           | Liga MX                    | 5          | 0          | 0     | 0     | 0              | 0              | 5      | 0      |
| 2017            | Toronto FC      | Vlag van Canada           | MLS                        | 36         | 10         | 3     | 0     | 0              | 0              | 39     | 10     |
| 2018            | Toronto FC      | Vlag van Canada           | MLS                        | 21         | 8          | 0     | 0     | 5              | 0              | 26     | 8      |
| 2018/19         | Al-Arabi        | Vlag van Qatar            | Qatari League              | 7          | 2          | 0     | 0     | 0              | 0              | 7      | 2      |
| 2019/20         | Umm-Salal SC    | Vlag van Qatar            | Qatari League              | 9          | 0          | 3     | 0     | 0              | 0              | 12     | 0      |
| 2020/21         | KAS Eupen       | Vlag van België           | Eerste Klasse A            | 1          | 0          | 0     | 0     | —              | —              | 1      | 0      |
| 2021            | LA Galaxy       | Vlag van Verenigde Staten | MLS                        | 28         | 3          | 0     | 0     | 0              | 0              | 28     | 3      |
| 2022            | LA Galaxy       | Vlag van Verenigde Staten | MLS                        | 23         | 2          | 2     | 0     | 0              | 0              | 25     | 2      |
| Carrière totaal | Carrière totaal | Carrière totaal           | Carrière totaal            | 390        | 53         | 19    | 2     | 40             | 9              | 449    | 64     |

## Palmares
| Competitie             |              |                  |              |              |
| Competitie             | Aantal       | Jaren            |              |              |
| FC Barcelona           | FC Barcelona | FC Barcelona     | FC Barcelona | FC Barcelona |
| ---------------------- | ------------ | ---------------- | ------------ | ------------ |
| Champions League       | 2x           | 2008/09, 2010/11 |              |              |
| Club Brugge            |              |                  |              |              |
| Beker van België       | 1x           | 2015             |              |              |
| Toronto FC             |              |                  |              |              |
| Major League Soccer    | 1x           | 2017             |              |              |
| Canadian Championship  | 1x           | 2017             |              |              |
| MLS Supporters' Shield | 1x           | 2017             |              |              |

| Individueel                 |    |      |
| Profvoetballer van het Jaar | 1x | 2015 |